# ISTAF
ISTAF (офіційна назва Internationales Stadionfest Berlin) — міжнародні  легкоатлетичні змагання, які проводяться на  Олімпійському стадіоні в  Берліні, Німеччина. Входять в серію змагань IAAF World Challenge. Проводяться з 1937 року.

## Світові рекорди
За роки проведення змагань, тут були встановлені наступні світові рекорди.
| Рік  | Вид               | Рекорд   | Атлет                | Громадянство    |
| ---- | ----------------- | -------- | -------------------- | --------------- |
| 2010 | 800 метрів        | 1:41.09  | Девід Рудіша         | Кенія           |
| 1999 | 2000 метрів       | 4:44.79  | Хішам Ель-Герруж     | Марокко         |
| 1990 | 1000 метрів       | 2:30.67  | Христина Вахтел      | НДР             |
| 1989 | 10 000 метрів     | 27:08.23 | Артуро Барріос       | Мексика         |
| 1985 | 1500 метрів       | 3:29.46  | Саїд Ауіта           | Марокко         |
| 1978 | 400 метрів з / б  | 55.44    | Христина Касперчік   | Польща          |
| 1978 | 1000 метрів       | 2:32.0   | Ульріка Брунс        | НДР             |
| 1977 | Стрибок у висоту  | 2.00     | Розмарі Аккерман     | НДР             |
| 1977 | Стрибок у висоту  | 1.97     | Розмарі Аккерман     | НДР             |
| 1975 | 110 метрів з / б  | 13.0     | Гей Драт             | Франція         |
| 1975 | 100 метрів        | 9.9      | Стів Вільямс (атлет) | США             |
| 1970 | 3000 метрів з / п | 8:22.0   | Керрі О'Брайн        | Австралія       |
| 1939 | Стрибок у довжину | 6.12     | Крістел Шульц        | Третій Рейх     |
| 1939 | 3000 метрів       | 8:24.4   | Міклош Сабо          | Угорщина        |
| 1937 | 80 метрів з / б   | 11.6     | Барбара Бурке        | Південна Африка |
| 1937 | 100 метрів        | 11.6     | Станіслава Валасевич | Польща          |